# Сторубель, Фёдор Фомич
Федор Фомич Сторубель (1884, с. Мануйловка Новомосковского уезда Екатеринославской губернии (ныне в черте города Днепра) — 24 октября 1938, Днепропетровск) — член Украинской центральной Рады и Всероссийского учредительного собрания.

## Биография
По происхождению из крестьян. Работал в Нижнеднепровских мастерских (левобережье Екатеринослава). С 1905 член партии эсеров. Находился под полицейским надзором. С 1909 руководил «Просвитой» в селе Мануйловка. В 1912 году принял участие в «Сичевом съезде» в Снятине, поездкой на который Екатеринославская «Просвита» наградила его, как главу Мануйловского отделения, за хорошую работу. Появление в Галиции гостя-крестьянина из правобережной Украины было своего рода сенсацией. Об этом писала вся галицийская пресса, Кирилл Трилевский и другие руководители съезда фотографировались с «гостем из Запорожья».
- В 1915 председатель Екатеринославского союза потребительских обществ.
- В 1917 член Украинской партии социалистов-революционеров.
- 13 августа 1917 на Втором губернский съезде Селянської спілки (Крестьянского союза) избран председателем съезда[2].
- Уездный комиссар.
- Член Екатеринославского губернского исполнительного комитета.
- Член Украинской Центральной Рады.
- С ноября 1917 года атаман вольного казачества Новомосковского уезда, сторонник С. Петлюры.

В конце ноября 1917 избран во Всероссийское учредительное собрание в Екатеринославском избирательном округе по списку № 5 (от блока Селянской спилки, Совета крестьянских депутатов, украинских эсеров, украинских социал-демократов).
В газетах было опубликовано сообщение о его расстреле в Екатеринославе в январе 1918 большевиками. Но большевик Пётр Солонуха вспоминал, что, когда его в 1919 арестовали и приговорили к расстрелу петлюровцы, за дверью его камеры появился Строрубель: «— Пётр, ты здесь? — Узнаю голос Сторубля, — вспоминал Солонуха. Открывается дверь, на пороге стоит он: — Ты меня в 1917 (так в тексте) спас, когда ваши хотели меня казнить. Теперь я спасаю тебя. Иди и прячься …».
После окончания Гражданской войны работал в кооперации. Был членом правления Екатеринославского Союза Потребительских обществ.
Снова был арестован в 1927, но смог освободиться благодаря заступничеству Г. И. Петровского. По воспоминаниям внука Ф. Ф. Сторубля, его дед до революции прятал Петровского. Позднее жил в Полтаве, по протекции Петровского получил должность заместителя уполномоченного областного заготторга по Полтавской области. Снова арестован в марте 1938, в сентябре по решению Военной коллегии Верховного суда СССР в Киеве приговорён к смертной казни. Расстрелян.
Реабилитирован в августе 1960 года по инициативе дочери.

## Семья
Первая жена Екатерина погибла во время гражданской войны.
Сыновья Алексей (1906—1963), Пётр (1908—1965), Николай (инвалид).
Вторая жена Варвара Николаевна Попова (1896—?), директор школы, замужем с 12 сентября 1922.
Дочь Леся, после расстрела Ф. Ф. Сторубеля её удочерил дядя по матери Феоктист Николаевич Попов, тем не менее её отчислили из медицинского института. Работала в прачечной при больнице.

## Адреса
Днепропетровск ул. Гринченко, 112
Днепропетровск ул. Луговская
Днепропетровск ул. Замистовая (Замостовая)
Полтава ул. Сенная, 1